# Mustin (Mecklemburgo-Pomerânia Ocidental)
Mustin é um município da Alemanha localizado no distrito de Ludwigslust-Parchim, estado de Mecklemburgo-Pomerânia Ocidental.
Pertence ao Amt de Sternberger Seenlandschaft.